# Dzikałauka (przystanek kolejowy)
Dzikałauka (biał. Дзікалаўка, ros. Дикаловка) – przystanek kolejowy w pobliżu miejscowości Chałmy, w rejonie homelskim, w obwodzie homelskim, na Białorusi. Położony jest na linii Homel - Czernihów.
Nazwa pochodzi od pobliskiej wsi Dzikałauki.